# 太谷文庙
37°25′20″N 112°33′25″E / 37.42222°N 112.55694°E
太谷文庙位于中国山西省晋中市太谷区水秀镇文庙社区小南街，太谷古城东南角的太谷中学校内，现为山西省文物保护单位。

## 历史
太谷文庙始建于北宋崇宁三年（1104年），元代曾时三次修缮：至元二年（1265年）、二十年（1283年）及大德五年（1301年）。明、清两代多次维修。
1949年以后，文庙建筑为太谷县粮食局门市部占用，两侧建筑均被拆除改建。1952年，太谷中学在太谷文庙周围建校。2002年，太谷文庙的使用权划归太谷中学。得到文庙的使用权后，太谷中学筹资重修了文庙150万元，复建了状元桥，并在大成殿内新塑了一尊3米高的孔子像，大成殿四壁绘制了104幅反映孔子生平大事的壁画。2003年，修复工程竣工，太谷文庙也被列入晋中市文物保护单位。太谷中学将文庙大成殿定为学校的第一考场，考试成绩最好的72名学生可以在这里进行考试。没有考试时，文庙大成殿是学校的阅览室。大成殿中摆有72张桌子，供72名学生读书和考试，数字72与孔门七十二贤人相合。

## 建筑
太谷文庙现存主要为明清建筑，坐北朝南，前后二进院落，占地面积3425.3平方米。沿南北中轴线建有万仞宫墙、棂星门、大成门（戟门）、泮池及状元桥、大成殿等建筑。
大成殿建于砖砌平台上，面阔七间，进深八椽，重檐歇山顶，四面环外廊。殿顶覆盖黄、绿两色琉璃瓦。上层檐下斗拱为五踩重翘，下层檐下斗拱为三踩单翘。悬挂的匾额“万世师表”、“生民未有”、“与天地参”，为康熙、雍正、乾隆三位皇帝手书。殿内中间供奉“至圣先师孔子神位”，左右两侧依次供奉“四配”（颜渊、曾参、子思、孟子）及“十二哲”牌位。院内植有两株参天古柏。大成殿后建有太谷中学的教学楼。

## 保护
2003年1月15日，太谷文庙列为晋中市文物保护单位，古建筑类，年代为明 。
2021年8月4日，太谷文庙获升格，公布为第六批山西省文物保护单位，编号6-72，古建筑类，年代为明、清。

## 图集
- 万仞宫墙
- 万仞宫墙
- 棂星门
- 戟门
- 大成殿
- 大成殿